# Проспект Строителей (Киров)
Проспе́кт Строителей — крупная улица города Кирова, одна из основных в Юго-Западном районе города. Проспект является самой западной магистральной улицей города, идёт от перекрёстка с улицей Московской, и заканчивается пересечением с улицей Риммы Юровской. Имеет статус магистральной улицы общегородского значения.

## История
Застройка проспекта началась в 1970-е годы.
По улице проходят многие троллейбусные и автобусные маршруты. Первый троллейбусный маршрут № 8 был запущен в 1983 году — на участке между улицами Воровского и Коммуны (в настоящее время — Московская). В 2004 году появилась троллейбусная линия в направлении от улицы Риммы Юровской до улицы Воровского, в 2011 году была проложена линия и для противоположного направления движения.

## Объекты
На проспекте расположены учреждения здравоохранения: Центр онкологии и медицинской радиологии (пр-т Строителей 23), Кировский областной клинический противотуберкулёзный диспансер (пр-т Строителей 25), станция скорой медицинской помощи города Кирова (пр-т Строителей 27). Учреждения образования: средняя школа № 52 (пр-т Строителей 44), школа РОСТО-ДОСААФ (пр-т Строителей 21).

## Пересекает
Проспект Строителей пересекает следующие городские улицы: Московская, Воровского, Космонавта Владислава Волкова, Риммы Юровской.

## Интересные факты
- нумерация домов по нечётной стороне проспекта Строителей начинается с дома № 1, а по чётной — с дома № 20. По-видимому, когда застраивали чётную сторону, оставили резерв нумерации для того, чтобы начать проспект от улицы Кольцова, а когда позднее стали застраивать нечётную сторону, забыли о тех планах (а участок между улицами Кольцова и Московской стал называться улицей Андрея Упита).

- после присоединения к городу Кирову посёлка Радужный в 2001 году, в городе стало существовать два проспекта Строителей (второй — в образованном микрорайоне Радужный) .